# Rekonq
Rekonq è un browser web open source per l'ambiente desktop KDE, basato su WebKit.

## Storia
Rekonq è stato incluso ufficialmente in Extragear il 25 maggio 2010. Attualmente è sviluppato nel repository Git dei progetti KDE.
Condivide inizialmente con Arora la stessa base di codice, in quanto entrambi sviluppati a partire da Nokia QtDemoBrowser, se ne discosta però fin dall'inizio per la scelta di utilizzare le librerie KDE con l'obiettivo di creare un browser perfettamente integrato con questo ambiente desktop.
Il 28 novembre 2012 è stata distribuita la versione 2.0.
A partire da gennaio 2014, non c'è stato alcun ulteriore sviluppo di rekonq e non c'è manodopera o sponsorizzazione per riavviare lo sviluppo.

## Caratteristiche
- Navigazione tramite schede.
- Scaricamento dei file integrato in KDE.
- Condivisione dei segnalibri con Konqueror, browser predefinito dell'ambiente desktop KDE.
- Supporto per i proxy.
- Navigazione anonima.

Inoltre integra la barra di caricamento con la barra degli indirizzi e dispone di una barra laterale per la cronologia.
Rekonq è il browser predefinito nella popolare distribuzione GNU/Linux Kubuntu a partire dalla release 10.10 andando a sostituire Konqueror.